# Mark Ashley
Mark Ashley, född 6 juli 1973 i Apolda i Thüringen i Tyskland, är en tysk sångare. Han är bosatt i Bad Salzungen, men tillbringar en stor del av sin tid i Spanien och Latinamerika, där hans musik slagit igenom. En stor del av hans musik är disco. En del av hans låtar kan påminna om Modern Talking.